# Ефект Сегре — Зільберберга
Ефект Сегре-Зільберберга (рос.эффект Сегре-Зильберберга; англ. Segre-Zilberberg effect; нім. Segre–Silberberg–Effekt m) — явище поперечної міграції суспендованих твердих частинок і бульбашок газу до стінок вертикальної труби або до її осі, що призводить до зміни концентрації частинок і в'язкості суспензії в радіальному напрямі, профілю швидкостей і градієнта тиску під час руху суспензії з певною витратою. Якщо густина суспендованих частинок є більша за густину розчину (рідини), то у висхідному потоці вони мігрують до осі потоку, а в низхідному потоці — до стінок труби. Якщо густина суспендованих частинок є менша за густину розчину, то вони мігрують до осі труби в низхідному потоці й до стінок труби у висхідному.
Частинки, густина яких дорівнює густині розчину (з нульовою плавучістю), набувають стану стійкої рівноваги на відстані (0,5-0,6) R від осі труби, де R — радіус труби.